# Spring (мини-альбом Akdong Musician)
Spring (стилизованно SPRING) — это первый мини-альбом южнокорейского дуэта Akdong Musician.

## Фон
25 апреля 2016 года в YG Entertainment появилась первое тизер-фото с названием альбома. 27 апреля была выпущена художественная картина, а через два дня был обнародован трек-лист альбома.

## Продвижение и выпуск
Альбом был выпущен в цифровом формате 5 мая, в физическом 11 мая 2016 года. AKMU провели мини-концерт 5 мая, который транслировался по приложению Naver V.

## Список композиций
Все треки написаны лично Ли Чан Хёком
| №                        | Название                                                           | Продолжительность |
| ------------------------ | ------------------------------------------------------------------ | ----------------- |
| 1.                       | «Re-Bye»                                                           | 3:09              |
| 2.                       | «How People Move» (사람들이 움직이는 게; Saramdeuri Umjigineun Ge) | 3:22              |
| 3.                       | «Haughty Girl» (새삼스럽게 왜; Saesamseureopge Wae)                | 3:19              |
| 4.                       | «Green Window» (초록창가; Chorokchangga)                           | 3:20              |
| 5.                       | «Every Little Thing» (사소한 것에서; Sasohan Geoseseo)             | 4:17              |
| 6.                       | «Around» (주변인; Jubyeonin)                                       | 4:02              |
| Общая продолжительность: | Общая продолжительность:                                           | 21:29             |

## Хронология издания
| Страна      | Дата        | Формат               | Лейбл                      |
| ----------- | ----------- | -------------------- | -------------------------- |
| Мир         | 4 мая 2016  | цифровая дистрибуция | YG Entertainment, KT Music |
| Южная Корея | 11 мая 2016 | CD                   | YG Entertainment, KT Music |